# Кокпекті (Мартуцький район)
Кокпекті́ (каз. Көкпекті) — село у складі Мартуцького району Актюбінської області Казахстану. Входить до складу Жайсанський сільського округу.
До 2009 року село називалось Цілинне.
Населення — 110 осіб (2021; 203 у 2009, 312 у 1999, 419 у 1989).